# Prorocy cieszyńscy
Prorocy cieszyńscy (łac. Libri Decretalium) – jeden z najstarszych rękopiśmiennych staroczeskich przekładów części Pisma Świętego dokonany z Wulgaty. Powstał na Morawach w okresie rozwoju husytyzmu zapoczątkowanego przez Jana Husa. Z tego względu bywa określany jako przekład husycki. Nazwa rękopisu pochodzi od ksiąg prorockich Starego Testamentu oraz od miasta Cieszyna, w którym jest przechowywany co najmniej od początku XIX w.
Jest to jeden z najstarszych zachowanych tekstów biblijnych w języku czeskim, a także jeden z najważniejszych zabytków średniowiecznego piśmiennictwa czeskiego.

## Opis
Na kodeks składają się dwa odrębne lecz oprawione razem w konwolucie manuskrypty. Manuskrypty są dziełem różnych autorów, a obie części kodeksu należą do różnych redakcji staroczeskich przekładów Biblii. Starszy to Nowy Testament ukończony w roku 1418, należący do drugiej redakcji. Młodszy to Księgi Prorockie Starego Testamentu (Izajasza, Jeremiasza i Daniela), należące do pierwszej redakcji staroczeskiej Biblii. Kopistą młodszego manuskryptu był Mach z Prościejowa, który ukończył swoją pracę w roku 1439 w Šternberku na Morawach.
Kodeks został napisany przez pięciu kopistów. Posiada 438 kart o wymiarach 27,5×20,5 cm. Karty początkowo były szersze lecz zostały przycięte przez szesnastowiecznego introligatora o czym świadczą ucięte skrajne napisy marginalne. Został oprawiony w roku 1566. Od tego czasu kodeks posiadał mosiężne okucia i klamry do jego zamykania, które się nie zachowały. Brakuje w nim kart z tekstem Ewangelii Mateusza od 2:4 do 4:22. Papier kodeksu jest gruby i dobrze zachowany, posiada dwa rodzaje znaków wodnych (karta pomiędzy oboma manuskryptami ma jabłko biskupie z krzyżem, a niektóre karty wewnątrz tekstów posiadają głowę byka z wysokim krzyżem między rogami).
Przekładu tekstu dokonano z Wulgaty. Ponieważ tekst należy do dwóch różnych redakcji staroczeskich przekładów - należy niejako do dwóch różnych „szkół translatorskich”. Przekład Nowego Testamentu charakteryzuje się wiernym tłumaczeniem tekstu łacińskiego. Natomiast przekład Ksiąg Prorockich jest swobodnym tłumaczeniem, w którym tłumacz bardziej niż ścisłą zgodność tekstu dbał o zrozumiałość dla odbiorcy jednocześnie popełniając wiele błędów. Tłumacz NT uniknął błędów popełnionych przez tłumacza proroków, sprawiając jednocześnie, że w niektórych miejscach przekład jest niejasny.
W drugiej połowie XV w. rękopis był własnością Jindřicha Berki, czego dowodem jest doklejona na jego początku karta pergaminowa z ekslibrisem portretowym, przedstawiającym rycerza i datą 1566. Później był własnością rodu Karnovskich z Karnova a następnie rodu Larischów. Od co najmniej połowy XIX kodeks jest przechowywany w Cieszynie. Dzięki darowiźnie hrabiego Johanna Larischa-Moennicha został włączony do biblioteki Leopolda Jana Szersznika (syg. DD IV 8).